# The Tourists
The Tourists was een Britse pop- en new waveband. Ze behaalden kort succes aan het eind van de jaren 1970 voordat de band in 1980 uit elkaar ging. De twee leden, zangeres Annie Lennox en gitarist Dave Stewart, boekten internationaal succes als Eurythmics.

## Bezetting
- Annie Lennox (zang)
- David A. Stewart (gitaar)
- Eddie Chin[2] (basgitaar)
- Jim Toomey[3] (drums)
- Peet Coombes[4] (gitaar)

## Geschiedenis
Gitaristen Peet Coombes en Dave Stewart waren lid van de folkrockband Longdancer, die waren gecontracteerd bij Rocket Records van Elton John. Ze verhuisden naar Londen, waar ze zangeres Annie Lennox ontmoetten, die was gestopt met een opleiding aan de Royal Academy of Music om haar ambities in de popmuziek na te jagen.
Ze vormden in 1976 een band en noemden zichzelf aanvankelijk The Catch. In 1977 bracht de band de single Borderline/Black Blood uit bij Logo Records. Deze werd uitgebracht in het Verenigd Koninkrijk, Nederland, Spanje en Portugal, maar was geen commercieel succes.

### The Tourists
In 1976 hadden ze basgitarist Eddie Chin en drummer Jim Toomey gerekruteerd en zichzelf omgedoopt naar The Tourists. Dit was het begin van een productieve periode voor de band en ze brachten de drie albums The Tourists (1979), Reality Effect (1979) en Luminous Basement (1980) uit, evenals een half dozijn singles, waaronder Blind Among the Flowers (1979), The Loneliest Man in the World (1979), Don't Say I Told You So (1980) en de cover I Only Want to Be with You (1979) van Dusty Springfield en So Good to Be Back Home Again (1980), die beide de top 10 in het Verenigd Koninkrijk bereikten.
I Only Want to Be with You was ook een top 10-hit in Australië en bereikte nummer 83 in de Amerikaanse Billboard Hot 100. Coombes was de belangrijkste songwriter van de band, hoewel latere publicaties de eerste composities door Lennox en Stewart zagen.
In 1980 tekende de band bij RCA Records. Ze toerde uitgebreid in het Verenigd Koninkrijk en in het buitenland, ook als ondersteuning voor Roxy Music op hun Manifesto Tour in 1979. De band ontbond in het najaar van 1980.

### Na de ontbinding
Coombes en Chin begonnen het nieuwe project Acid Drops, maar dit had weinig succes en Coombes, ondanks dat het oorspronkelijk de belangrijkste artistieke kracht achter The Tourists was, stapte na de ontbinding uit de muziekbusiness. Lennox en Stewart gingen al snel uit elkaar als koppel, maar besloten door te gaan met werken als een experimenteel muzikaal partnerschap, onder de naam Eurythmics. Ze behielden hun RCA-opnamecontract en banden met Conny Plank, die in 1981 hun eerste album In the Garden produceerde.
De dood van Coombes eind 1997 werkte als een katalysator voor Lennox en Stewart om hun vriendschap en muzikale samenwerking nieuw leven in te blazen, nadat ze eerder Eurythmics hadden ontbonden in 1990.
Drummer Jim Toomey publiceerde in 2018 het boek We Were Tourists, waarin de carrière van de band wordt beschreven.

## Discografie

### Singles
- 1979: Blind Among the Flowers
- 1979: The Loneliest Man in the World
- 1979: I Only Want to Be with You
- 1980: So Good to Be Back Home
- 1980: Don't Say I Told You So
- 1980: From the Middle Room

### Albums
- 1979: The Tourists
- 1979: Reality Effect
- 1980: Luminous Basement

### Compilaties
- 1984: Should Have Been Greatest Hits
- 1997: Greatest Hits